# Tetranychus graminae
Tetranychus graminae är en spindeldjursart som beskrevs av Flechtmann 1971. Tetranychus graminae ingår i släktet Tetranychus och familjen Tetranychidae. Inga underarter finns listade i Catalogue of Life.